# Eddie Orrell
Ralph Edward (Eddie) Orrell (né le 7 février 1965) est un physiothérapeute et homme politique (néo-écossais) canadien.
Membre du Parti progressiste-conservateur, il est député à l'Assemblée législative de la Nouvelle-Écosse de la circonscription de Cape-Breton-Nord de 2011 à 2013 et de Northside-Westmount de 2013 à 2019.

## Biographie

### Études
Eddie Orrell obtient son diplôme de la Memorial Composite High School en 1983, puis il étudie à l'Université Dalhousie, où il obtient son diplôme en 1987.

### Carrière politique
Le 21 juin 2011, Eddie Orrell est élu lors d'une élection partielle dans la circonscription de Cape-Breton-Nord. Il est réélu dans la nouvelle circonscription de Northside-Westmount lors de l'élection provinciale du 8 octobre 2013 et lors de celle de 2017.
Le 10 mai 2019, Orrell annonce son intention de briguer l'investiture conservatrice de la circonscription de Sydney—Victoria en vue de l'élection fédérale de 2019. Choisi comme candidat le 15 juillet, il annonce sa démission à titre de député de l'assemblée provinciale le 31 juillet. À la suite de l'élection, il terminera deuxième derrière le candidat libéral Jaime Battiste. Il tente de nouveau sa chance lors des élections de 2021, mais termine toujours deuxième, réduisant cependant l'écart de votes avec le député sortant.